# Arquitectura orgánica

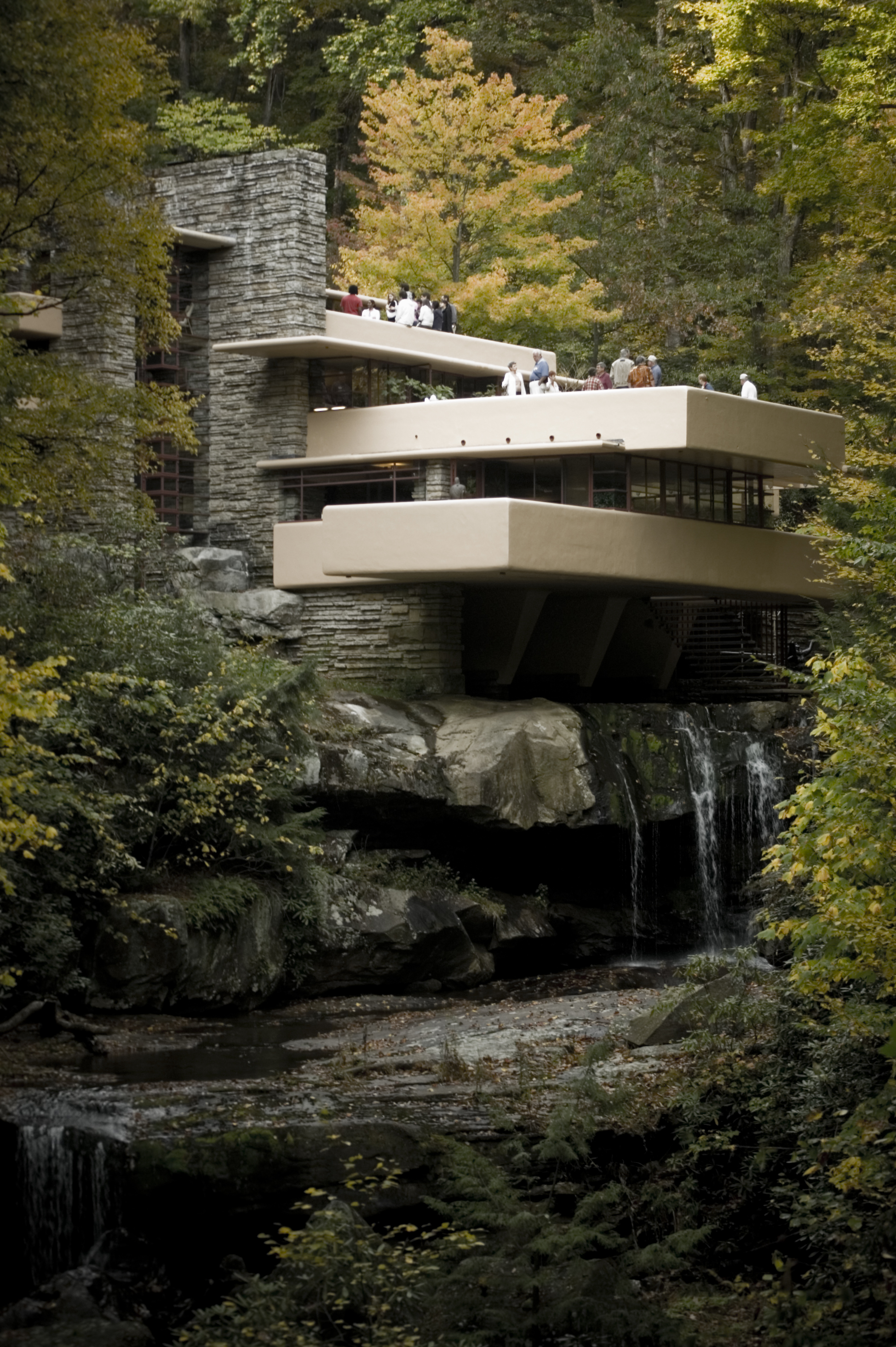
Casa de la Cascada por Frank Lloyd Wright

El modernismo orgánico, modernismo organicista, arquitectura orgánica u organicismo arquitectónico es una filosofía de la arquitectura que promueve la armonía entre el hábitat humano y el mundo natural. Mediante el diseño busca comprender e integrarse al sitio, los edificios, los mobiliarios, y los alrededores para que se conviertan en parte de una composición unificada y correlacionada. Los arquitectos Gustav Stickley, Antoni Gaudí, Frank Lloyd Wright, Alvar Aalto, Raili y Reima Pietilä, Louis Sullivan, Bruce Goff, Rudolf Steiner, Bruno Zevi, Hundertwasser, Juan O'Gorman, Imre Makovecz, Javier Senosiain y Antón Alberts son los mayores exponentes de la denominada arquitectura orgánica.
El estilo orgánico es un movimiento arquitectónico que se deriva del funcionalismo o racionalismo y que puede considerarse promovido fundamentalmente por los arquitectos escandinavos en la década 1930-40 y por el arquitecto estadounidense Frank Lloyd Wright. El movimiento acepta muchas de las premisas del racionalismo, como son la planta libre, el predominio de lo útil sobre lo meramente ornamental, la incorporación a la arquitectura de los adelantos de la era industrial, pero procura evitar algunos de los errores en que cae el racionalismo y aportar nuevos valores a la arquitectura.
Pueden considerarse a Erik Gunnar Asplund en Suecia, a Hugo Häring en Alemania y a Alvar Aalto en Finlandia como los principales propugnadores de esta corriente, cuyas ideas fundamentales podrían resumirse de la forma siguiente:
1. Una mayor preocupación por la vida del hombre. Se mira más al hombre, al que ha de servir la arquitectura, que a la propia arquitectura. La atención del arquitecto no debe limitarse a las estructuras y a la disposición de los ambientes, sino que debe extenderse a los problemas psicológicos y vitales del hombre.
2. Una nueva conciencia de los espacios internos: aunque la arquitectura racionalista propugna una adaptación de los volúmenes a las necesidades de planta, esos volúmenes están dominados por un estilo cubista, de formas tetraédricas, en- las que se encajan las necesidades, buscando además con ello una simplificación estructural y constructiva. Asplund, Aalto y sus escuelas comienzan por el estudio de los ambientes, de los recorridos, de los movimientos del hombre y llegan a la creación de los espacios que consideran más indicados, a los que se les proporciona una envolvente apropiada. Las soluciones técnicas y estructurales deben ceñirse a esos espacios, dando lugar normalmente a formas más complicadas, no repetidas, económicamente más costosas y difíciles de industrializar. En este aspecto, el organicismo abandona uno de los postulados del racionalismo, creando en cambio, cuando es bien interpretado, realizaciones más jugosas y humanas. Las obras de los grandes arquitectos orgánicos son mucho más personales y difíciles de imitar, y por lo tanto es más propio hablar de un planteamiento que de un estilo de arquitectura orgánica. Como obras maestras de la arquitectura orgánica podemos citar la biblioteca de Viipuri (1930) y el pabellón finlandés en la Exposición de Nueva York de 1939, ambos de Aalto; la ampliación del Ayuntamiento de Goteborg (1937) de E. Asplund, y la casa de Taliesin West, en Arizona, de F. Lloyd Wright.

## Definición
El término “arquitectura orgánica” fue acuñado por el famoso arquitecto Frank Lloyd Wright (1868-1959):

Y aquí estoy ante ustedes predicando la arquitectura orgánica, declarando que la arquitectura orgánica es el ideal moderno y la enseñanza tan necesaria si queremos ver el conjunto de la vida, y servir ahora al conjunto de la vida, sin anteponer ninguna "tradición" a la gran TRADICIÓN. No exaltando ninguna forma fija sobre nosotros, sea pasada, presente o futura, sino exaltando las sencillas leyes del sentido común —o del súper-sentido, si ustedes lo prefieren— que determina la forma por medio de la naturaleza de los materiales, de la naturaleza del propósito... ¿La forma sigue a la función? Sí, pero lo que importa más ahora es que la forma y la función son una.
F. L. Wright, Organic Architecture, 1939 

En 1940 Alvar Aalto expresó la necesidad de que la arquitectura se centre en aspectos psicológicos, y no solo en requisitos funcionales o técnicos:

La arquitectura es un fenómeno sintético que incluye prácticamente todos los campos de la actividad humana... En el último decenio, la arquitectura moderna ha sido funcional principalmente bajo el aspecto técnico, subrayando sobre todo el punto de vista económico de la actividad constructiva. Esto ha sido indudablemente útil para la producción de alojamientos para el hombre, pero ha constituido un proceso demasiado costoso, si se considera la necesidad de satisfacer otras exigencias humanas... El funcionalismo técnico no puede pretender ser toda la arquitectura... Si se pudiera desarrollar la arquitectura paso a paso, comenzando por el aspecto económico y técnico, y continuando después con las funciones humanas más complejas, entonces el planteamiento del funcionalismo técnico sería aceptable. Pero esto es imposible. La arquitectura no sólo cubre todos los campos de la actividad humana, sino que debe ser también desarrollada simultáneamente en todos esos campos. Si no, tendremos sólo resultados unilaterales y superficiales... En lugar de combatir la mentalidad racionalista, la nueva fase de la arquitectura moderna trata de proyectar los métodos racionales desde el plano técnico al campo humano... La presente fase de la arquitectura es, sin duda, nueva y tiene la precisa finalidad de resolver problemas en el campo psicológico...
 Alvar Aalto

## Evolución
El teórico David Pearson propuso una lista de reglas hacia el diseño de una arquitectura orgánica. Se conoce como la carta de Gaia para la arquitectura y el diseño orgánicos. Según Pearson el diseño debe:
- Ser inspirado por la naturaleza y ser sostenible, sano, conservativo, y diverso.
- Revelar, como un organismo, el interior de la semilla.
- Existir en el “presente continuo” y “comenzar repetidas veces”.
- Seguir los flujos y ser flexible y adaptable.
- Satisfacer las necesidades sociales, físicas, y del espíritu.
- “Crecer fuera del sitio” y ser único.
- Celebrar la juventud, jugar y sorprenderla.
- Expresar el ritmo de la música y de la energía de la danza.

## Ejemplo
Un ejemplo bien conocido de la arquitectura orgánica es la Fallingwater o Casa de la Cascada de Frank Lloyd Wright, diseñada para la familia Kaufmann en la zona rural de Pensilvania. Wright tenía muchas opciones para emplazar la casa en la amplia finca, pero eligió colocarla directamente sobre la cascada, en el lugar en que la familia solía hacer sus reuniones campestres. 
Los pilares, de piedra del lugar, y las vigas en voladizo de gran luz, componen un edificio único en medio de un exuberante bosque.

## Galería de imágenes

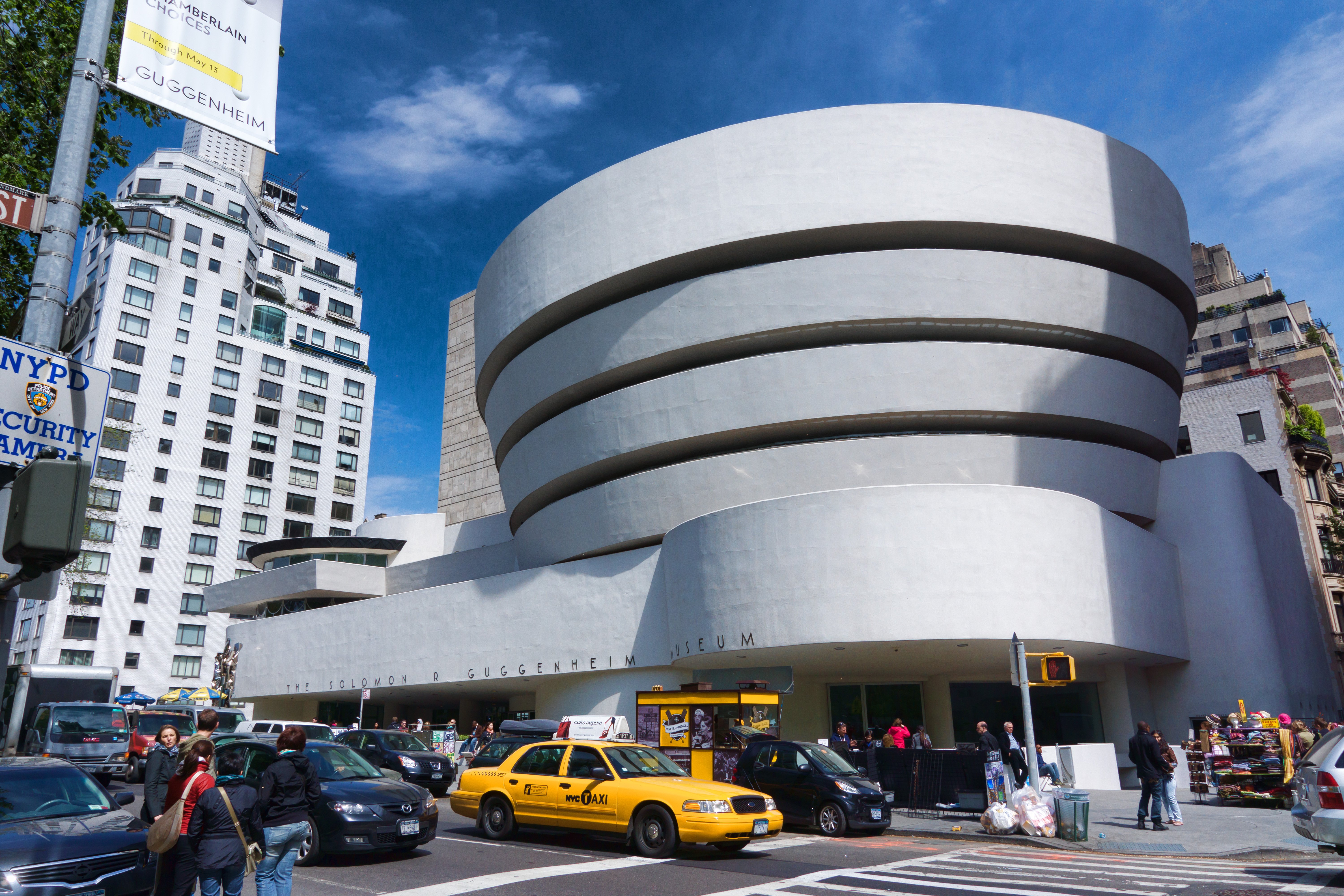
Museo Guggenheim NY. F. L. Wright
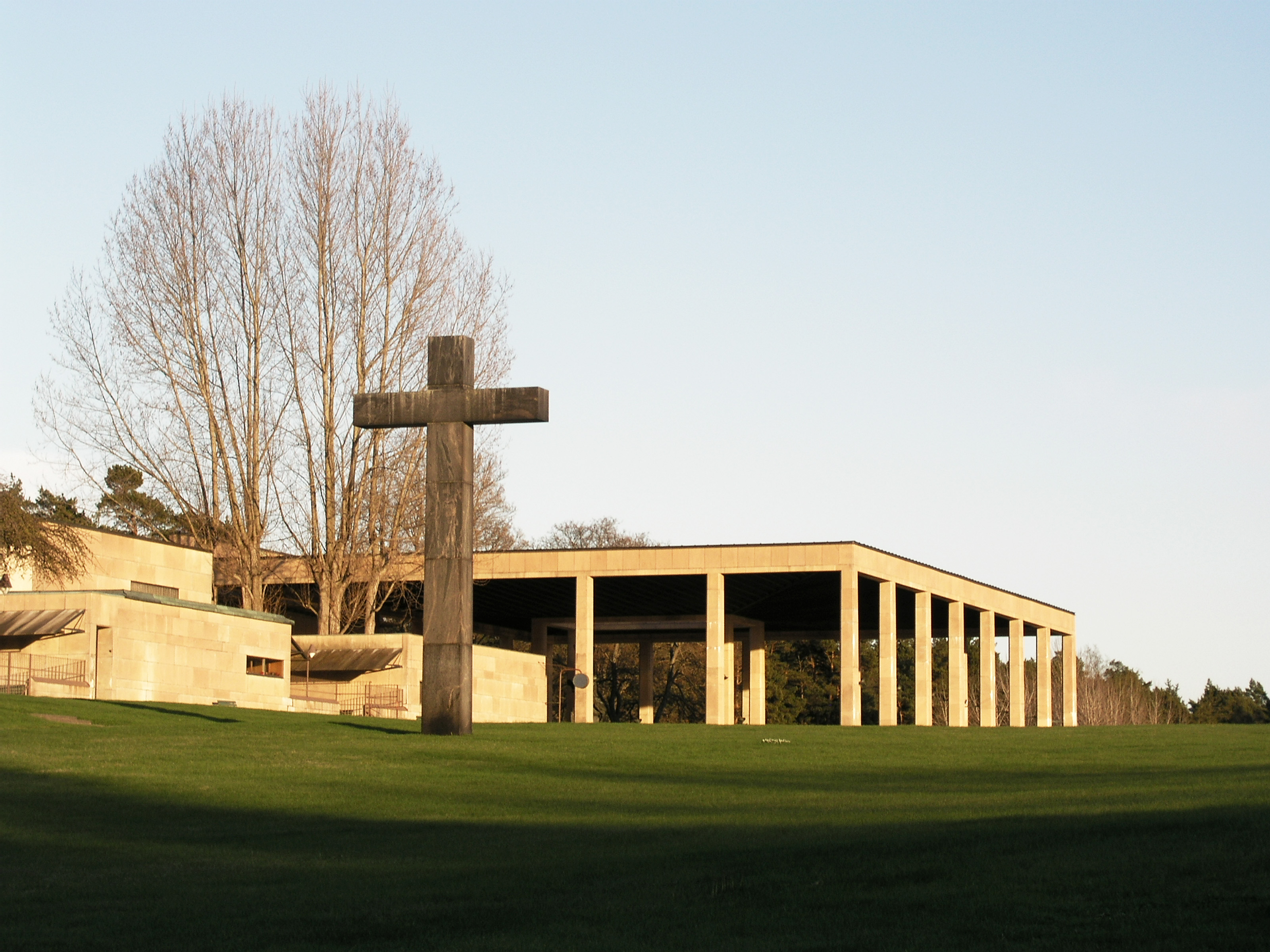
Skogskyrkogården. Erik Gunnar Asplund
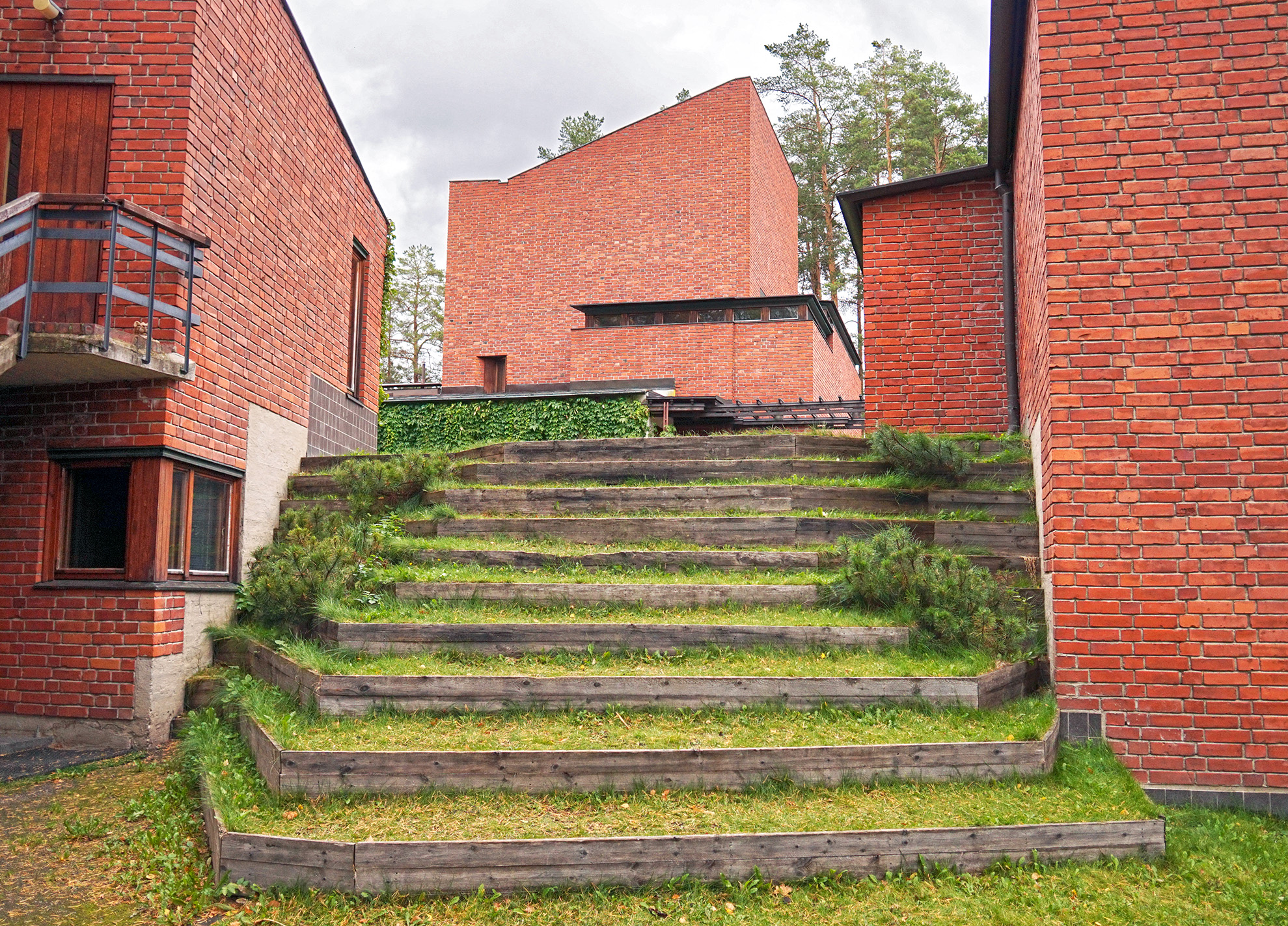
Ayuntamiento de Säynätsalo. Alvar Aalto
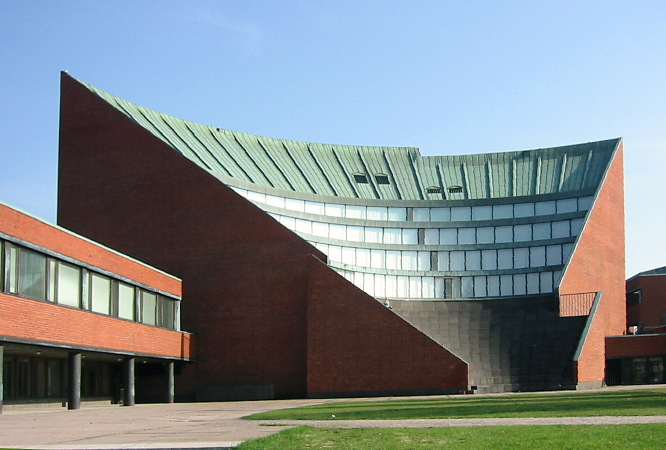
Auditorio universitario. Espoo. Alvar Aalto
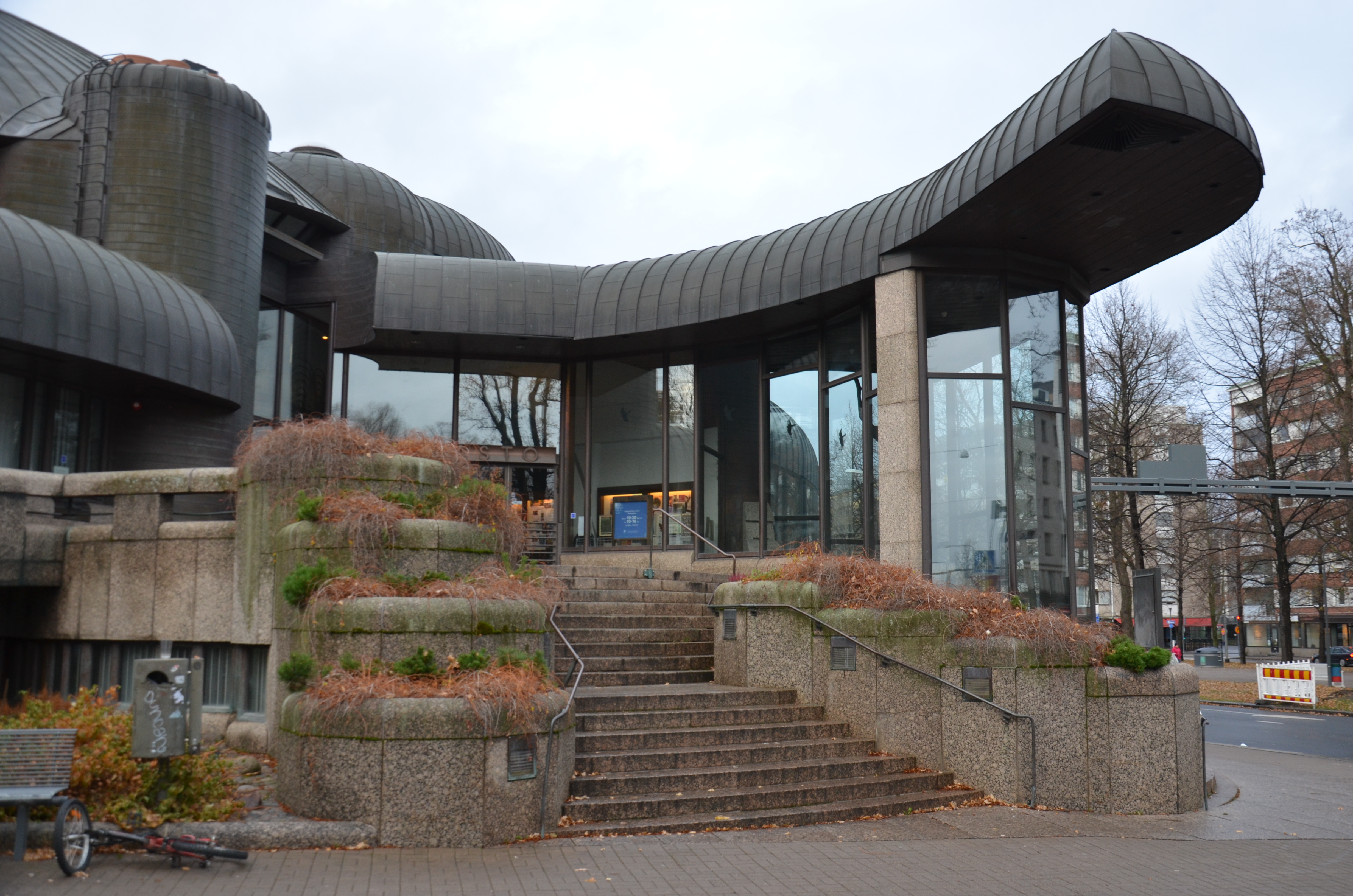
Biblioteca de la ciudad de Tampere diseñada por Raili y Reima Pietilä.